# 岡山大学病院三朝医療センター
岡山大学病院三朝医療センター（おかやまだいがくびょういんみささいりょうセンター）は、かつて鳥取県東伯郡三朝町にあった、国立大学法人岡山大学の附属大学病院である。岡山県岡山市北区にある岡山大学病院の分院。
世界有数の放射能温泉である三朝温泉にあり、大学附属の病院として、複合温泉療法などを取り入れた地域医療にも注力していた。
2016年の閉院後、建物は岡山大学惑星物質研究所として利用されている。
植木等が晩年、当院に入院し温泉療法を使っていたことがある。

## 沿革
- 1939年（昭和14年）7月28日 鳥取県東伯郡三朝村の三朝温泉に「岡山医科大学三朝温泉療養所」を開設。
- 1943年（昭和18年）11月24日 「岡山医科大学放射能泉研究所」に改称。
- 1947年（昭和22年）11月28日 - 昭和天皇の戦後巡幸。病院を訪れて患者の慰問を行う。研究所長の大島良雄教授が昭和天皇に放射能泉について進講、放射能測定の実験を行う[2]。
- 1949年（昭和24年）5月 岡山医科大学・第六高等学校・岡山師範学校・岡山青年師範学校・岡山農業専門学校を包括して岡山大学が発足したことに伴い、診療部門が独立し「岡山大学医学部附属病院三朝分院」に改称。
- 1965年（昭和40年）4月 「医学部附属病院三朝分院」を官制化。
- 2002年（平成14年）4月1日 「岡山大学医学部附属病院三朝医療センター」に改称。
- 2003年（平成15年）10月1日 岡山県岡山市の医学部附属病院と歯学部附属病院が統合されたことに伴い、「岡山大学医学部・歯学部附属病院三朝医療センター」に改称。
- 2007年（平成19年）1月1日 医療法上の名称を「岡山大学病院三朝医療センター」に改称。
- 2016年（平成28年）2月6日 閉院。これに伴い、鳥取県中部医師会立三朝温泉病院に三朝地域医療支援寄付講座を開設[3]。

## 診療科
- 内科
- リハビリテーション科
- 複合温泉療法（リウマチ温泉療法、喘息温泉療法）

## 交通アクセス
- JR西日本山陰本線倉吉駅より日ノ丸バス「三朝温泉・三徳山行」に乗車。「岡大惑星物質研究所前」にて下車。